# David Summers (álbum)
David Summers es el primer álbum de estudio como solista del músico español David Summers, publicado en 1994. Incluye colaboraciones con Alejandro Sanz y Dani Mezquita y fue dedicado a la memoria de su padre, Manuel Summers.

## Lista de canciones
| David Summers (1994) |                              |          |  |
| N.º                  | Título                       | Duración |  |
| 1.                   | «El mundo grita»             | 4:04     |  |
| 2.                   | «El beso y el perfume»       | 5:58     |  |
| 3.                   | «Si me dejas»                | 6:20     |  |
| 4.                   | «De vuelta a casa»           | 4:44     |  |
| 5.                   | «Quiero que tu seas para mi» | 4:14     |  |
| 6.                   | «Ámame dos veces»            | 4:26     |  |
| 7.                   | «Mi amor»                    | 4:01     |  |
| 8.                   | «2.000 kilómetros»           | 4:07     |  |
| 9.                   | «Donde ella lloró»           | 4:53     |  |
| 10.                  | «Todo lo que puedo decir»    | 3:50     |  |